# 나카세케구
나카세케구(Nakaseke)는 우간다 남서부에 위치한 구로, 행정 중심지는 나카세케이며 면적은 3,472.2km2, 인구는 137,278명(2002년 인구 조사 기준)이다.
행정 구역상으로는 중부 주에 속하며 1개 군(나카세케 군)을 관할한다. 북동쪽으로는 나카송골라 구, 남쪽으로는 와키소 구, 남서쪽으로는 미티아나 구, 서쪽으로는 키보가 구, 북서쪽으로는 마신디 구와 접한다.

## 같이 보기
- 중부주 (우간다)
- 우간다의 행정 구역